# Pseudopontia
Pseudopontia este un gen de fluturi din familia Pieridae întâlnit doar în pădurile tropicale umede din Africa. Este singurul gen din subfamilia Pseudopontiinae. 

## Specii
- Pseudopontia paradoxa
- Pseudopontia australis
- Pseudopontia gola
- Pseudopontia mabira
- Pseudopontia zambezi